# Биченко Микола Іванович
Биченко Микола Іванович (нар. 28 липня 1953, с. Миколаївка Друга, Близнюківського району, Харківської обл.) — член КПУ, народний депутат України 2 скликання.

## Життєпис
Народився 28.07.1953 в селі Миколаївка Друга, Близнюківського району, Харківської області, українець; одружений; 2 синів.
Закінчив Харківський інститут механізації і електрифікації сільського господарства (1970—1975), за спеціалізацією: інженер-механік.
- З 1975 — працював в сільському господарстві ім. Кірова Близнюківського району.
- З 1976 — інструктор; з 1977 — 2-й, 1978-84 — 1-й секретар, Близнюківський РК ЛКСМУ.
- З 1984 — голова, Близнюківський РК профспілки працівників сільського господарства.
- З 05.1986 — голова, колективного сільського підприємства ім. Леніна Близнюківського району.
- З 04.2006 по 2010 — депутат Харківської обласної ради.

## Політична діяльність
Народний депутат України 2 скликання з 04.1994 (2-й тур) до 04.1998, Лозівський виб. окр. № 382, Харків. обл., висун. СелПУ. Чл. Ком-ту з питань молоді, спорту і туризму. Чл. деп. групи «Відродження та розвиток агропром. комплексу» (до цього — фракція комуністів).

## Джерело
- Довідка